# Franz Vohwinkel
Franz Vohwinkel (1964, Munich, Allemagne) est un illustrateur de jeux de société, de jeux de rôle et de jeux de cartes à collectionner allemand. Il vit actuellement à Seattle (États-Unis).
En 1991, il illustre son premier jeu de société, Drunter & Drüber de Klaus Teuber chez Hans im Glück. Il a depuis signé de très nombreuses illustrations chez la plupart des éditeurs de jeux. Il est sans contestations l'illustrateur le plus connu et le plus recherché dans ce domaine. Son style s'adapte aux jeux à illustrer. On a parfois du mal à croire que c'est le même illustrateur qui a signé Mamma Mia!, Tikal ou Blue Moon.
Ses réalisations touchent tous les domaines du jeu : jeu de rôle, jeu de cartes à collectionner, jeu de société familial ou pour joueurs chevronnés. Il a également réalisé des illustrations pour des livres. Si l'on consulte l'impressionnante liste des jeux qu'il a illustrés, on constate qu'il est probablement le professionnel du jeu le plus primé.

## Ludographie très succincte
Franz Vohwinkel ayant illustré plus de 250 jeux, il est impossible de tous les lister ici.
- Drunter und Drüber, 1991, Klaus Teuber, Hans im Glück, Spiel des Jahres  1991
- Der fliegende Holländer (Le Hollandais volant), 1992, Klaus Teuber, Parker, Deutscher Spiele Preis  1992
- Quo Vadis, 1992, Reiner Knizia, Hans im Glück
- 6 qui prend !, 1994, Wolfgang Kramer, Amigo / Gigamic, Deutscher Spiele Preis  1994, Mensa Select Mind Games  1996
- Les Colons de Catane, 1995, Klaus Teuber, Kosmos / Tilsit, Spiel des Jahres  1995, Deutscher Spiele Preis  1995
- Waldmeister, 1995, Andreas Seyfarth, Hans im Glück
- Medici, 1995, Reiner Knizia, Amigo
- Billabong, 1995, Eric W. Solomon, Amigo
- Set!, 1995, Marsha Falco, F.X. Schmid, Mensa Select Mind Games  1991
- Linie 1, 1995, Stefan Dorra, Goldsieber
- Entdecker, 1996, Klaus Teuber, Goldsieber
- Les Colons de Catane - le jeu de cartes, 1997, Klaus Teuber, Kosmos / Tilsit
- Mississippi Queen, 1997, Werner Hodel, Goldsieber, Spiel des Jahres  1997
- Njet!, 1997, Stefan Dorra, Goldsieber
- Tonga Bonga, 1998, Stefan Dorra, Ravensburger
- Tikal, 1999, Wolfgang Kramer et Michael Kiesling, Ravensburger, Spiel des Jahres  1999, Deutscher Spiele Preis  1999, International Gamers Awards  multijoueurs 2000
- Samurai, 1998, Reiner Knizia, Hans im Glück / Jeux Descartes
- Money, 1999, Reiner Knizia, Goldsieber
- Mamma Mia!, 1999, Uwe Rosenberg, Abacus
- Ra, 1999, Reiner Knizia, Alea
- Chinatown, 1999, Karsten Hartwig, Alea
- Rasende Roboter, 1999, Alex Randolph, Hans im Glück
- Tadsch Mahal, 2000, Reiner Knizia, Alea, Deutscher Spiele Preis  2000
- Les Princes de Florence (Die Fürsten von Florenz), 2000 (1re édition), Wolfgang Kramer, Alea / Rio Grande, International Gamers Awards  multijoueurs 2001
- Java, 2000, Wolfgang Kramer, Ravensburger
- Die Händler von Genua, 2001, Rüdiger Dorn, Alea
- Wyatt Earp, 2001, Richard Borg et Mike Fitzgerald, Alea
- Mexica, 2002, Wolfgang Kramer, Ravensburger
- Korsar, 2002, Reiner Knizia, Heidelberger, Mensa Select Mind Games  2005
- Puerto Rico, 2002, Andreas Seyfarth, Alea / Tilsit, Deutscher Spiele Preis  2002, Japan Boardgame Prize  joueurs confirmés 2002, Schweizer Spielepreis  stratégie 2002, International Gamers Awards  multijoueurs 2003, Nederlandse Spellenprijs  2003
- Le Roi Arthur ou King Arthur, 2003, Reiner Knizia, Ravensburger, Spiel der Spiele  2003
- Richard Cœur de Lion, 2003, Klaus Teuber, Kosmos / Tilsit
- Amun Re, 2003, Reiner Knizia, Hans im Glück, Deutscher Spiele Preis  2003
- New England, 2002, Alan R. Moon et Aaron Weissblum, Goldsieber, Games Magazine Awards  2004
- Blue Moon, 2004, Reiner Knizia, Kosmos / Tilsit
- San Juan, 2004, Andreas Seyfarth, Alea, Japan Boardgame Prize  jeu en japonais 2004
- Maharaja ou Raja, 2004, Wolfgang Kramer et Michael Kiesling, Phalanx Games / Asmodée, Nederlandse Spellenprijs  2004